# Belafonte Sings of Love
Belafonte Sings of Love è un album in studio del cantante statunitense Harry Belafonte, pubblicato nel 1968.

## Tracce
1. By the Time I Get to Phoenix
2. Annie-Love
3. Sleep Late, My Lady Friend
4. Once in My Lifetime
5. You Time
6. In the Beginning
7. A Day in the Life of a Fool (Manhã de Carnaval)
8. When Spring Comes Around
9. In the Name of Love
10. The First Day of Forever
11. Each Day (I Look for Yesterday)